# 李天佑
李 天佑（り てんゆう、1914年1月8日 - 1970年9月27日）は、中華人民共和国の軍人・政治家。最終階級は中国人民解放軍上将（1955年授与）。

## 生涯

### 紅軍に参加するまで
広西省臨桂県（現・広西チワン族自治区桂林市臨桂区）六塘圩高陂寨の貧しい農民家庭に生まれる。二年間私塾で学んだ後、8歳の時から家業を手伝い始めた。1926年、家族は逃散して竜勝県に移り、薪を拾い炭を焼いて日々の生計を立てた。1928年初め、桂林に駐屯する李明瑞の広西国民党軍第7師独立団が募兵を行ったので、まだ14歳の李天佑も同郷の青年らとともにこれに応募。1929年、設立されたばかりの広西南寧教導総隊で学び、隊内の共産党に影響された。同年10月17日、張雲逸に率いられた教導総隊は南寧から右江に沿って百色に赴き、叛乱を起こす（百色起義）。叛乱部隊は中共中央に承認されて中国工農紅軍第7軍となり、張雲逸が軍長、李明瑞が総指揮、鄧小平が軍政治委員・前敵委員会書記を兼ねた。李天佑はこの時中国共産党に入党し、紅7軍の排長（小隊長）を務める。

### 第一次国共内戦
1930年2月、国民党軍との戦闘中、足に銃創を負って病院に送られる。同年4月には特務連連長（中隊長）となり貴州省榕江県城の攻略戦に参加し、突撃隊を率いて城壁を上っている時に腿に被弾。1931年6月の百色における戦闘では再び足を負傷し、1932年2月の赣州における戦闘では右手と背部に3発の銃弾を受けて生死の境を迷う。それでも李天佑は傷を癒し、1932年5月には紅1方面軍7軍58団副団長（副連隊長）として戦線に復帰した。間もなく瑞金に送られて中央紅軍学校上級幹部隊に学び、1933年より58団団長・紅3軍団5師13団団長として第4次対囲剿戦に参加した。第1次入閩作戦（福建省への遠征）からの帰路、国民党軍の1個連隊を殲滅する軍功を立て、同年三等紅星奨章を授与される。1934年1月、紅3軍団5師師長（師団長）となり、第5次対囲剿戦・第2次入閩作戦に参加。同年10月、紅1方面軍の長征に従って軍団の前衛を担った。広西省灌陽新圩における戦闘では、2個連隊の兵力で国民党軍の桂系2個師団・1個連隊と3昼夜にわたる激戦を繰り広げ、中共中央と主力部隊が湘江を渡河するのを援護した。1935年初めの遵義会議後に紅3軍団作戦課課長となり、同年6月紅1方面軍と紅4方面軍が四川省小金県で会合すると、紅4方面軍30軍参謀長に転じた。陝北に到着した後、紅1軍団10団団長・2師副師長として直羅鎮戦役・東征戦役、1936年5月には4師師長として西征戦役・山城堡戦役に参加した。

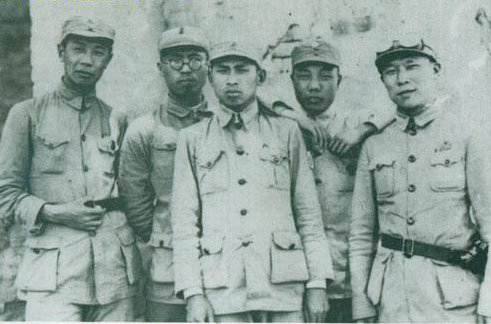
八路軍第115師幹部。左から陳士榘・羅栄桓・李天佑・蕭華（1938年、山西省孝義）

### 日中戦争
1937年8月、日中戦争の勃発に伴い紅軍主力部隊が八路軍に改編されると、紅第1軍団第4師は八路軍第115師第343旅第686団となり、李天佑が団長、楊勇が副団長（その後政治委員）に任じられた。1937年9月の平型関の戦いでは、李天佑の686団は楊得志率いる685団とともに主攻を担当。同年10月には広陽伏撃戦に参加した。1938年3月、343旅副旅長・代理旅長（旅団長代理）となったが、同年5月に病のため延安に戻らざるを得なくなり、まもなく西安での療養に入った。1939年、劉亜楼・盧冬生らとともにソ連のフルンゼ軍事大学に留学。1941年に独ソ戦が始まるとモンゴル経由での帰国を試みたものの、日本軍の国境警備が厳しく断念した。1943年8月、モンゴル人商人に扮装してゴビ砂漠の無人の野を越え、寧夏・甘粛を経て西安に到着。1944年3月には延安に戻ることができた。

### 第二次国共内戦
日本降伏後は東北地方に派遣され、1946年1月に北満軍区参謀長となり、同年4月のハルビン占領を指揮。松江軍区司令員兼ハルビン市代理衛戍司令員として1946年冬の三下江南作戦、1947年5月には東北民主連軍第1縦隊司令員となって第3次四平戦役や1947年夏・秋・冬季攻勢に参加。1948年1月、東北野戦軍第1縦隊司令員に任じられ、同年3月の第4時四平戦役や遼瀋戦役に参加した。1948年11月、東北野戦軍第1縦隊が東北野戦軍第38軍に改編されたことに伴い、李天佑は後に人民解放軍きっての精鋭部隊として知られることになる38軍の初代軍長となった。初代政治委員は梁必業である。38軍は北京・天津の解放を狙った平津戦役に参加し、1949年1月14日に天津へ入城、天津警備司令官陳長捷らの国民党軍幹部を捕虜とした。李天佑は1949年5月、第4野戦軍第13兵団第一副司令員に転じた。

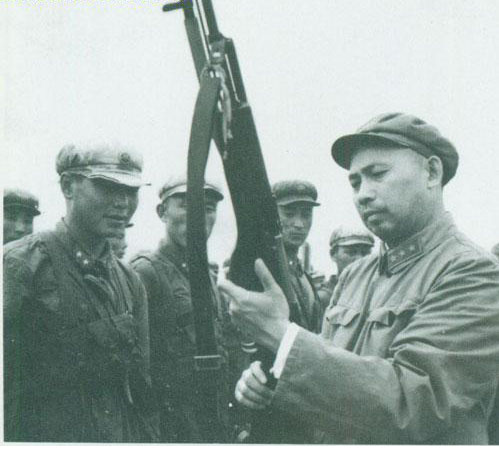
視察を行う李天佑（1964年、遼寧省安東）

### 人民共和国成立後
中華人民共和国成立後は、広西軍区副司令員・同司令員として帰順した国民党軍の改編を行うとともに、残党狩り・土匪狩り・スパイ狩りを実施。1954年、南京軍事学院戦役系に入校。1957年に卒業すると広州軍区第一副司令員・代理司令員として海岸防衛の増強に努めた。1962年9月、中国人民解放軍副総参謀長。文化大革命では総参謀長羅瑞卿が失脚するなど総参謀部も混乱に晒され、李天佑は激務と心労により腎臓病を悪化させた。1969年には中共中央軍事委員会委員となるが、1970年9月27日、北京にて病死。国家財産の浪費になるとして治療を拒んでの死であった。
第2、第3届国防委員会委員、中共第9届中央委員、第1・2・3届全国人大代表。1955年、一級八一勲章・二級独立自由勲章・一級解放勲章を授与。

## 参考資料
- “李天佑上将--党史频道--人民网”. 2017年9月26日閲覧。
- ““一代名将”李天佑的传奇人生--党史频道-人民网”. 2017年9月26日閲覧。
- “李天佑--中国共产党新闻--人民网”. 2017年9月26日閲覧。